# 에트빈 피셔

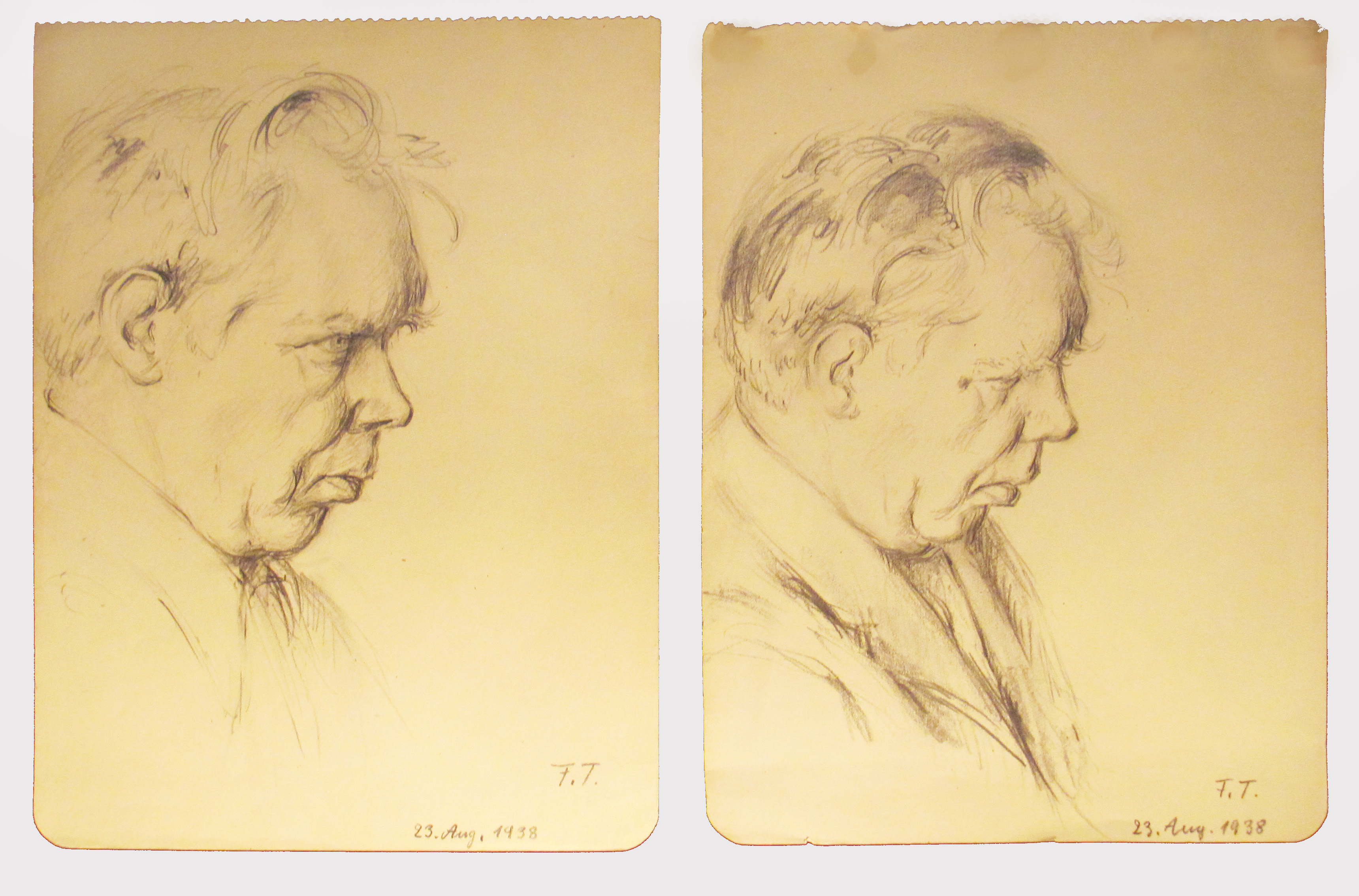

에트빈 피셔(독일어: Edwin Fischer, 1886년 10월 6일 ~ 1960년 1월 24일)는 스위스에서 태어나 독일에서 활동한 피아니스트이자 지휘자이다.
흔히 독일의 피아니스트라고 하나, 출생국은 스위스이다. 독일에서 주로 활약하고 바흐, 모차르트, 슈베르트의 작품에서 순수하게 독일적이고 고전적인 양식감과 내용을 부여했으므로, 20세기 독일 피아노계의 큰 인물로 꼽힌다. 그는 바젤에서 태어났으며, 고향인 바젤 음악원에서 기초교육을 받은 후 베를린으로 나와 슈테른 음악원에서 마르틴 크라우제에게서 가르침을 받았다. 이로써 피셔는 루트비히 베토벤 - 카를 체르니 - 프란츠 리스트 - 마르틴 크라우제로 이어지는 서양 고전 음악의 적통을 잇게 된 셈이다. 그 후 모교의 교수, 다시금 베를린 고등음악원의 교수가 되었다. 또 자기가 조직한 실내 관현악단과 그 밖의 합주단 지휘자로서도 활약하였다. 그의 연주양식을 보면 템포, 리듬은 빈틈없이 꼼꼼했으며, 완급에 한도를 넘는 신축도 없었다. 그러면서 청결하고 짤막한 리듬감을 지니면서 연주했다. 또 연주에는 열이 가해지고, 기백이 따르고, 때로는 표현욕이 지나쳐서 고전양식에 파탄을 일으키기도 하였다. 바흐의 클라비어곡에서 뛰어난 연주를 보였다. 모차르트, 슈베르트의 작품 연주에도 뛰어났다.

## 참고 자료
- 에트빈 피셔, 《에트빈 피셔의 마스터 클래스》(홍은정 역, 포노, 2023). ISBN 979-11-897163-94.